# Imri Ganiel
Imri Ganiel (en hebreo: אמרי גניאל‎) (Beer Sheva, Israel, 8 de enero de 1992 es un nadador israelí.
Compite y entrena en el Hapoel Jerusalén y, a nivel internacional representa a Israel. En agosto de 2010 representó a Israel en los Juegos Olímpicos de la Juventud de 2010 en Singapur. Allí compitió en los 50 y 100 metros estilo braza. Terminó en el sexto lugar en los 50 metros y en el séptimo lugar en los 100 metros.
En el 2012 participó en los Juegos Olímpicos de Londres y compitió en los 100 metros estilo braza, terminando en el puesto 32 en las eliminatorias, sin llegar a las semifinales.